# Cedar Park (Texas)
Cedar Park város az USA Texas államában, Travis és Williamson megyében. Lakosainak száma 77 595 fő (2020. április 1.). Cedar Park Leander településsel határos.

## Népesség
A település népességének változása:
| Lakosok száma | 48 937 | 61 238 | 77 595 |
|               | 2010   | 2013   | 2020   |